# Tor Stubb
Tor Helmer Alarik Stubb, född 17 juli 1919 i Lovisa, död 13 januari 1995 i Helsingfors, var en finländsk fysiker. Han var far till Henrik Stubb. 
Stubb var 1947–1959 forskare vid Statens tekniska forskningsanstalt, där han var chef för halvledarlaboratoriet 1964–1981. Han blev filosofie doktor 1958, var tillförordnad professor i teknisk fysik vid Uleåborgs universitet 1958–1962 och professor i elektronik med specialisering på elektronfysik vid Tekniska högskolan i Otnäs 1966–1982. Han bedrev forskning främst inom fysikalisk elektronik och utförde ett pionjärarbete bland annat inom halvledar- och tunnfilmsteknologin.